# Sovexportfilm

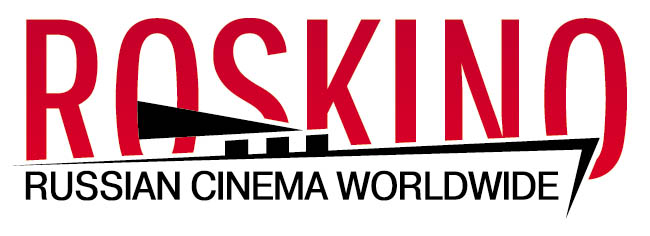
Logo de Roskino, nom de Sovexportfilm apres 1992

Sovexportfilm (en cyrillique : Совэкспортфильм) est un organisme gouvernemental soviétique institué en 1945, chargé de diffuser les films soviétiques à l'étranger. Cette société avait également le monopole de l'importation de films étrangers vers l'Union soviétique.

## Historique
Sovexportfilm succède en 1945 à Soyouzintorgkino qui elle-même a fait suite à Sovkino, active de 1924 à 1933.
Cet organisme a été placé successivement sous l'autorité de différents comités et ministères :
- Novembre 1945 à juin 1953 : Comité de la cinématographie
- Juillet 1953 à mars 1963 : Ministère du commerce extérieur de l'URSS
- Mars 1963 à octobre 1965 : Comité d'État pour la cinématographie du Conseil des Ministres de l'URSS
- Octobre 1965 à 1986 : Comité de la cinématographie du Conseil des ministres de l'URSS

Sovexportfilm était le plus grand exportateur mondial de courts et longs métrages, de films documentaires et scientifiques ainsi que de films d'animation produits par l'ensemble des 39 studios soviétiques.
Parmi ses activités à l'étranger, Sovexportfilm organisait régulièrement des festivals et des rétrospectives et éditait un magazine mensuel illustré consacré au film soviétique (publié en russe, anglais, français, allemand, espagnol et arabe) et qui était distribué dans plus de 120 pays. La revue publiait des articles, des critiques de films, des portraits de cinéastes créatifs, des interviews et des déclarations de cinéastes au sujet de leur travail.
Sovexportfilm possédait ses propres salles de cinéma à Paris sur les Champs-Élysées, au cœur d'Helsinki, au Caire et en Inde. Les pays asiatiques et africains ont acheté quasi la totalité de la production cinématographique soviétique, soit quelque 160 longs métrages par an.
Quand Mikhail Gorbachev est devenu président de l'Union soviétique en 1985, les réformes qu'il a engagées ont également affecté le cinéma et mis fin aux activités de Sovexportfilm.
Elle devient en 1992, concernant la fédération de Russie, l'agence fédérale de la culture et de la cinématographie (Федеральное агентство по культуре и кинематографии (Роскино)) ou Roskino. Elle est abolie le 12 mai 2008, ses fonctions étant reprises par le ministère de la culture russe.